# Луговской (Оренбургская область)
Луговско́й — посёлок в Кувандыкском городском округе Оренбургской области России.

## История
В 1966 году указом Президиума Верховного Совета РСФСР посёлок фермы № 4 совхоза «Приуральский» переименован в Луговской.

## Население
| 2010 |
| ---- |
| 6    |

## Известные уроженцы
- Елагин, Алексей Илларионович (1923—2016) — советский военный деятель, генерал-майор.